# Bernhard Kandula
Bernhard „Acki“ Kandula (* 12. November 1929 in Leipzig; † 16. November 1967 in Berlin) war ein deutscher Handballtrainer.
Er trainierte den SC Magdeburg zu Beginn der eingleisigen DDR-Oberliga 1964 bis zu seinem Tod durch einen Herzinfarkt im Jahr 1967. Mit den Feldhandballern des SC Magdeburg wurde er 1961 und 1962 DDR-Meister.